# Aphananthe aspera
Aphananthe aspera är en hampväxtart som först beskrevs av Carl Peter Thunberg, och fick sitt nu gällande namn av Jules Émile Planchon. Aphananthe aspera ingår i släktet Aphananthe och familjen hampväxter. Utöver nominatformen finns också underarten A. a. pubescens.

## Bildgalleri

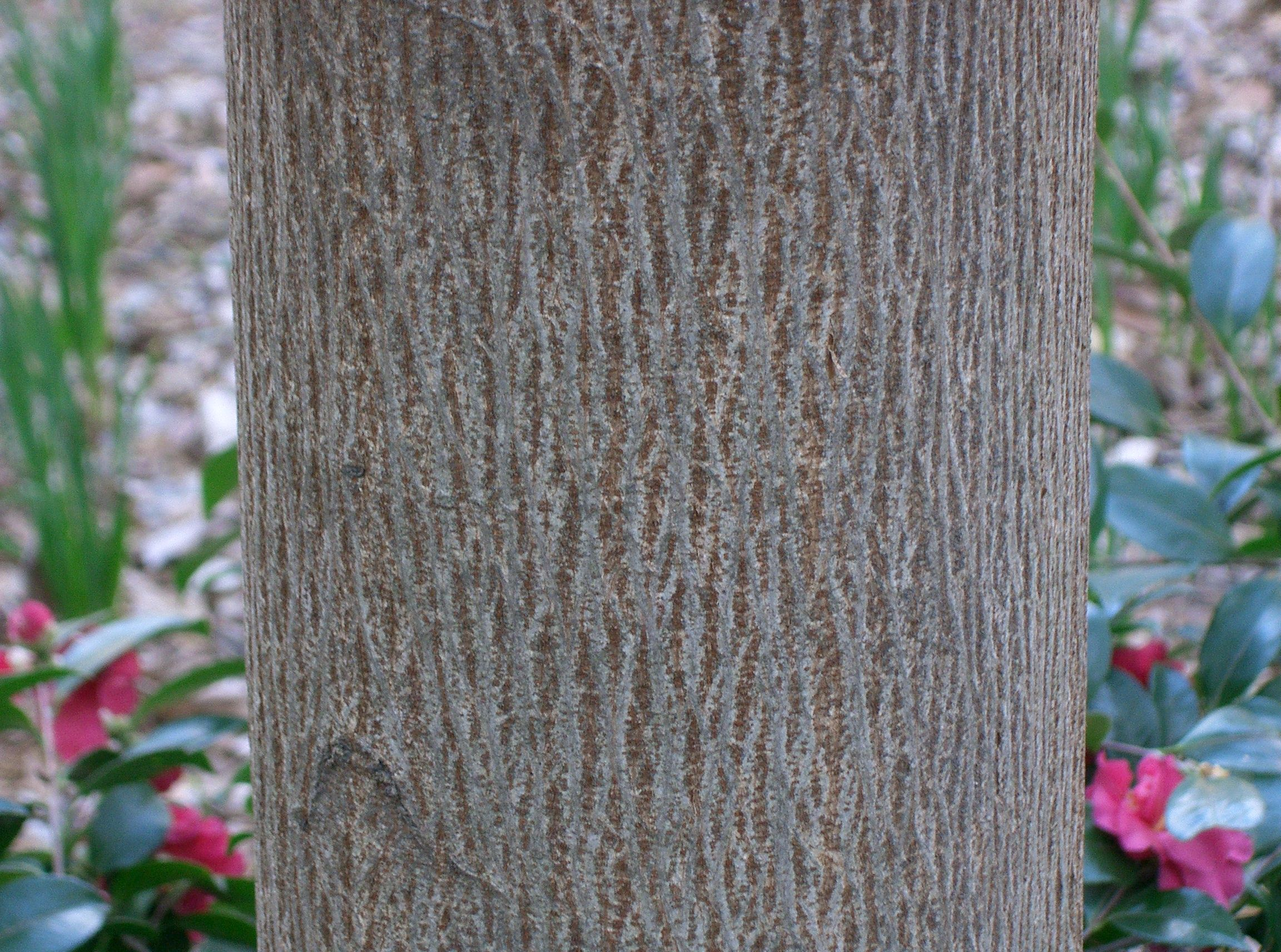
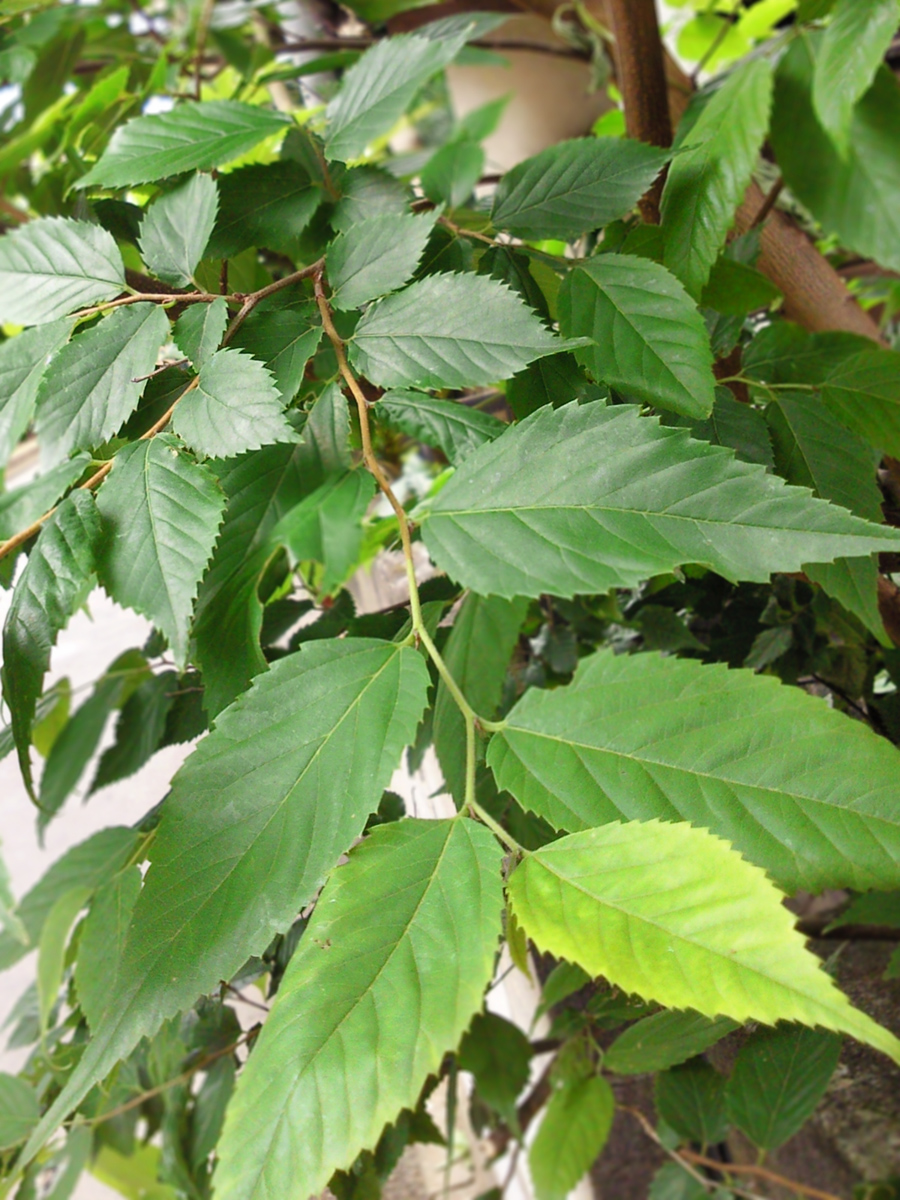
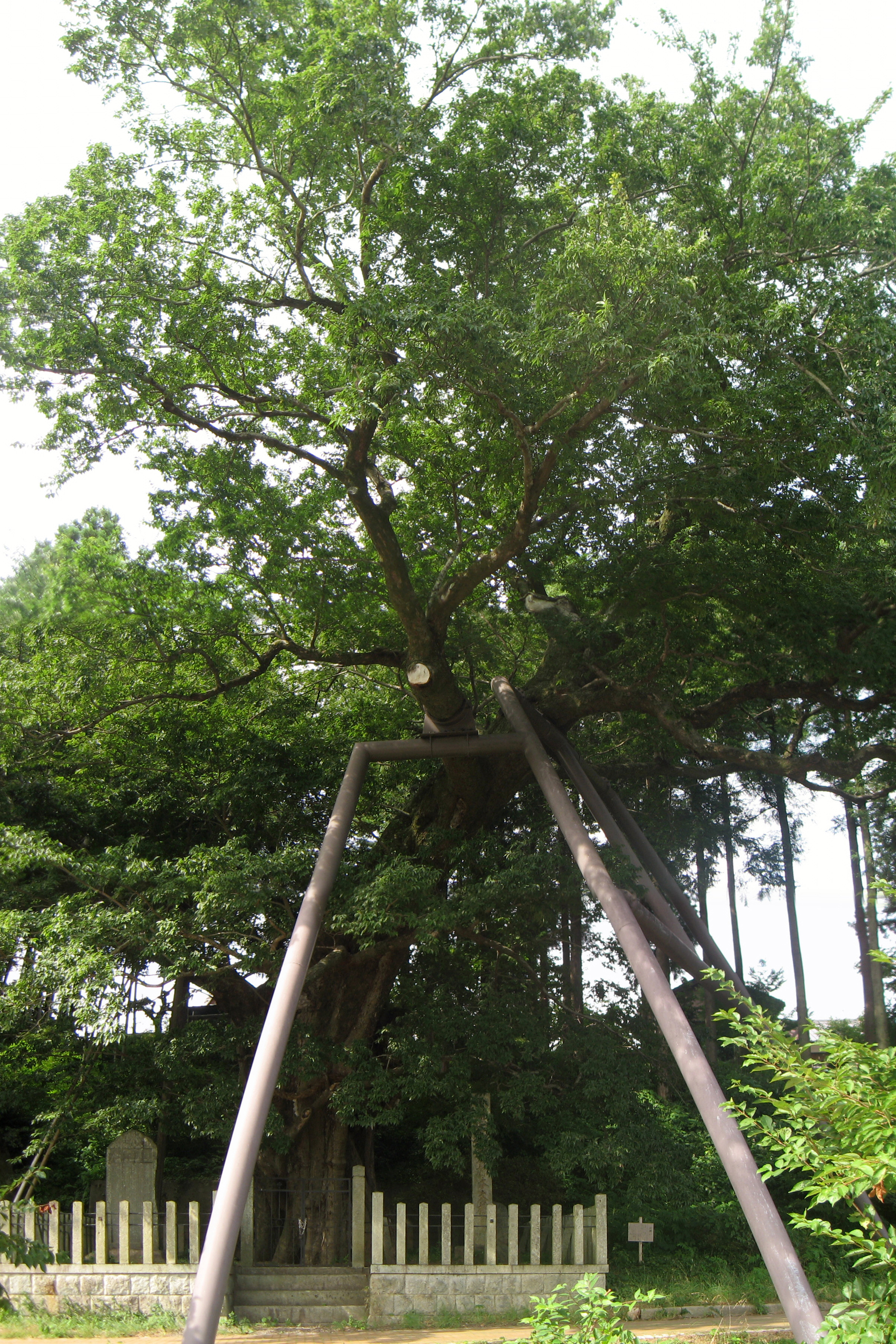
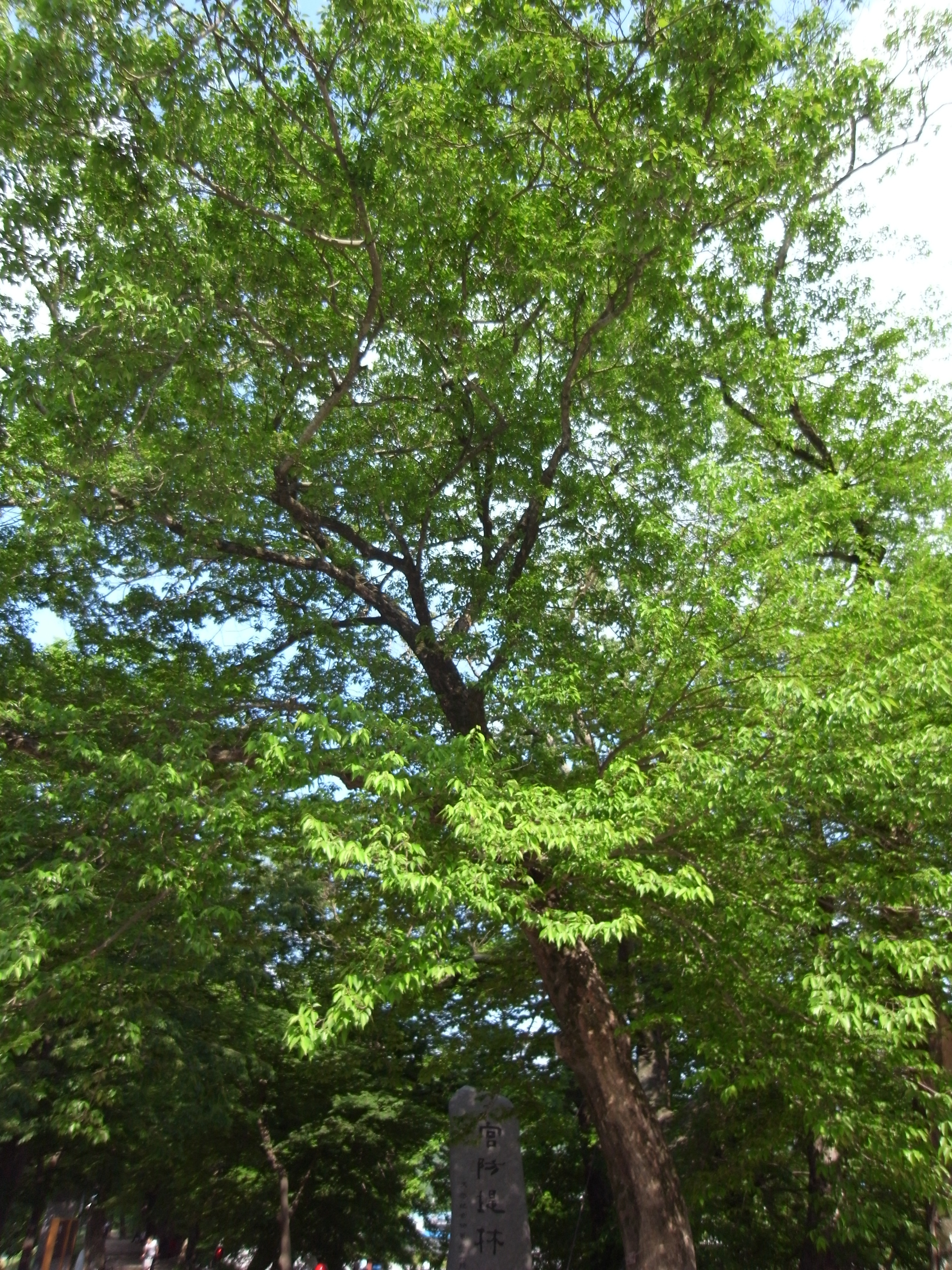
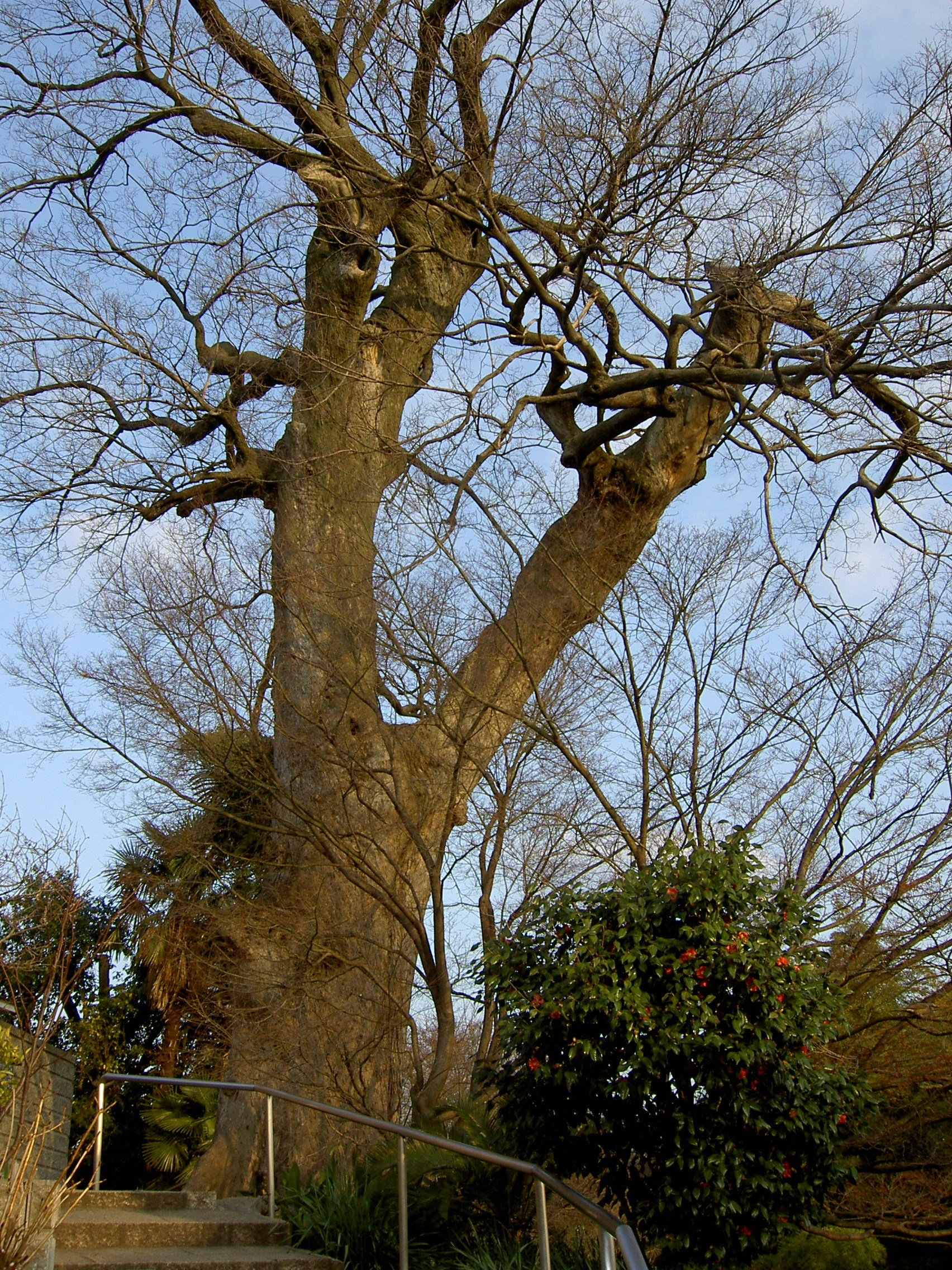